# ホーリック山脈
ホーリック山脈（ホーリックさんみゃく、英語: Horlick Mountains）とは南極大陸にある山脈である。南極横断山脈の一部をなしており、面積は30,300平方キロメートル、一番高いところで標高は3,940メートルである。1934年11月22日、アメリカの探検家により発見された。